# The Big Lebowski
The Big Lebowski er en amerikansk krimikomediefilm fra 1998 skrevet, produceret og instrueret af Joel og Ethan Coen. Den har Jeff Bridges i hovedrollen som Jeffrey "The Dude" Lebowski, en dovendidrik og ivrig bowler i Los Angeles. Han bliver overfaldet som følge af fejlagtig identitet, og finder derefter ud af, at en millionær også ved navn Jeffrey Lebowski (David Huddleston) var det påtænkte offer. Millionæren Lebowskis unge kone bliver kidnappet, og millionæren Lebowski beordrer The Dude til at overbringe  løsesummen for at sikre hendes løsladelse; planen går galt, da The Dudes ven Walter Sobchak (John Goodman) planlægger at beholde løsesummen for dem selv. Sam Elliott, Julianne Moore, Steve Buscemi, John Turturro, Philip Seymour Hoffman, Tara Reid, David Thewlis, Peter Stormare, Jon Polito og Ben Gazzara optræder i biroller.
Filmen er løst inspireret af Raymond Chandlers arbejde. Joel Coen udtalte, "Vi ønskede at lave en Chandler-historie – hvordan den bevæger sig episodisk og omhandler karaktererne, der forsøger at opklare et mysterium, samt at have et håbløst komplekst plot, der i sidste ende er ligegyldigt." Musikken blev komponeret af Carter Burwell, en mangeårig samarbejdspartner af Coen-brødrene.
The Big Lebowski modtog blandede anmeldelser på tidspunktet for udgivelsen. Med tiden er anmeldelser stort set blevet positive, og filmen er blevet en kultfavorit kendt for sine excentriske karakterer, komiske drømmesekvenser, idiosynkratiske dialoger og eklektiske soundtrack. I 2014 blev filmen udvalgt til konservering i National Film Registry af Library of Congress som værende "kulturelt, historisk eller æstetisk betydningsfuld". En spin-off med titlen The Jesus Rolls, blev udgivet i 2020, hvor Turturro gentog sin rolle og også fungerede som forfatter og instruktør.

## Handling
Jeffrey Lebowski eller "The Dude" (Bridges) vender hjem fra supermarkedet, hvor han bliver overfaldet af pornoproducenten Jackie Treehorns to håndlangere. De afkræver ham de penge som Dudes påståede kone, Bunny (Reid), skylder Treehorn. Før misforståelsen bliver afklaret, når de to håndlangere at tisse på Dudes højt værdsatte stuetæppe. Efter at have konsulteret sine to venner Walter (Goodman) og Donny (Buscemi) over et spil bowling, opsøger han derfor den Jeffrey Lebowski som Bunny i virkeligheden er gift med for at blive kompenseret for sit overtissede tæppe; han viser dog ikke forståelse for kravet, men klandrer i stedet The Dude for sin ugidelighed.
Kort tid efter bliver Bunny, tilsyneladende, kidnappet af en gruppe tyske nihilister, og The Dude bliver hyret til at stå for udleveringen af løsesummen.

## Medvirkende
- Jeff Bridges som Jeffrey Lebowski – The Dude
- John Goodman som Walter Sobchak
- Julianne Moore som Maude Lebowski
- Steve Buscemi som Theodore Donald 'Donny' Kerabatsos
- David Huddleston som Jeffrey Lebowski – The Big Lebowski
- Philip Seymour Hoffman som Brandt
- Tara Reid som Bunny Lebowski
- Peter Stormare som Nihilist #1, Uli Kunkel/'Karl Hungus'
- Flea (Michael Balzary) som Nihilist #2, Kieffer
- Torsten Voges som Nihilist #3, Franz
- Jack Kehler som Marty
- John Turturro som Jesus Quintana
- David Thewlis som Knox Harrington
- Sam Elliott som The Stranger
- Ben Gazzara som Jackie Treehorn
- Jon Polito som Da Fino